# Za'atar
Lo zaatar (in arabo زعتر‎?, zaʿtar) è una miscela di spezie originaria del Levante. Il termine arabo zaatar si riferisce ad alcune piante locali della famiglia delle Lamiaceae, tra le quali maggiorana, origano e timo.

## Composizione
Lo zaatar è una mistura di spezie tradizionalmente composta da timo, sesamo, sommacco e sale, ma la cui composizione può anche prevedere origano, cumino, semi di finocchio, santoreggia, maggiorana, issopo.
Come per molte miscele di spezie, ogni famiglia ha la sua ricetta. Si conserva sott'olio, sotto sale, o fatta essiccare al sole.

## Tradizione
La miscela, originaria del Medio Oriente è popolare nell'area dell'ex-Impero ottomano (Libano, Palestina, Egitto, Turchia, Siria, Giordania).
In Libano si crede che questa miscela di spezie rafforzi il corpo e la mente; perciò i bambini sono incoraggiati a mangiare cibi insaporiti con zaatar (un sandwich aromatizzato allo zaatar è una colazione tradizionale prima di un esame). A Zahle si producevano medicine a base di timo (considerate oggi fitoterapiche) da lì nasce il cognome Zaatar.
Nel dialetto siracusano il timo viene chiamato sattra o zattra, mentre in quasi tutta la Sicilia è conosciuto come sataredda.

## Cucina tipica

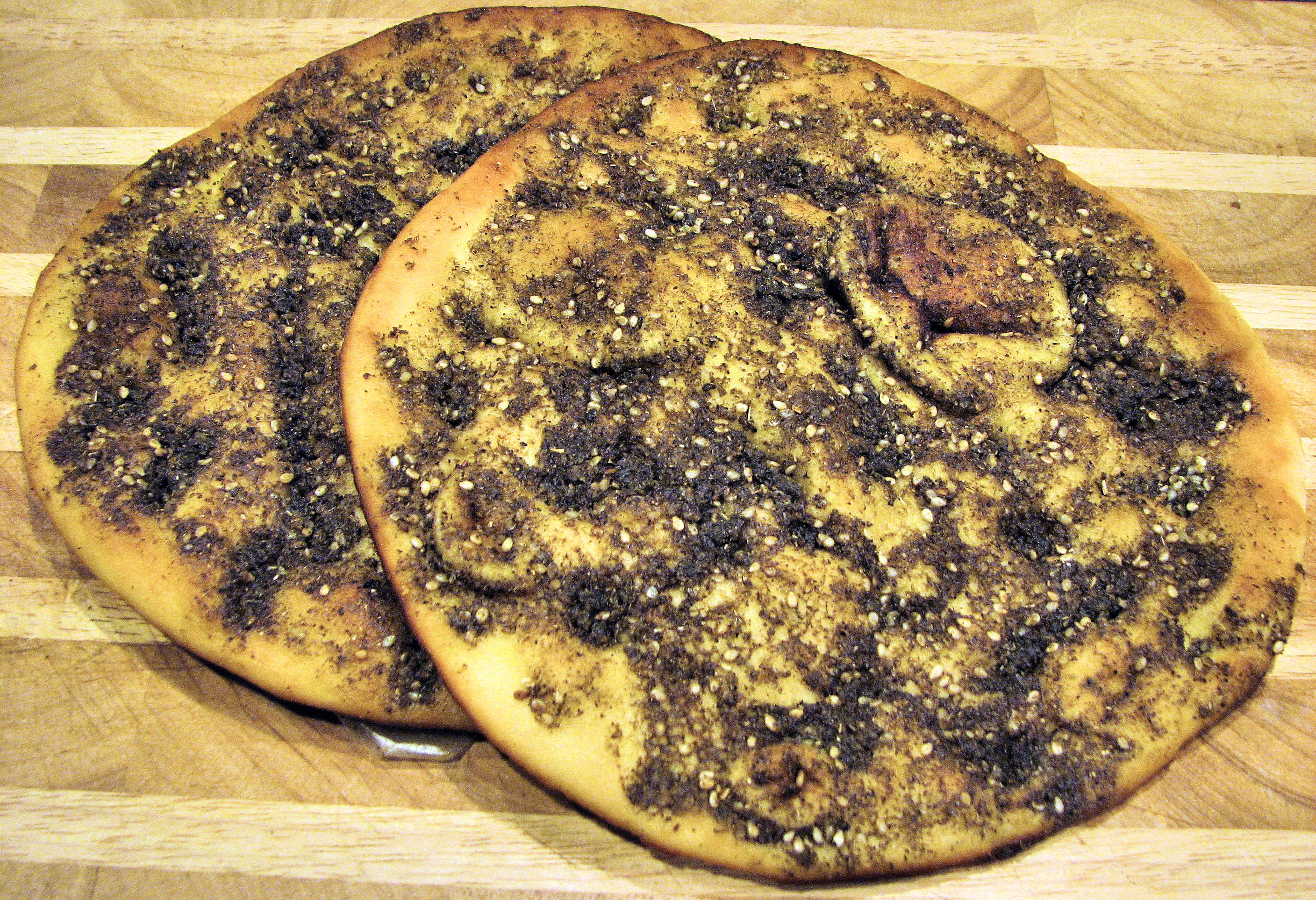
Manaqish preparati con zaatar in un forno palestinese

Lo zaatar è usato per speziare pani, focaccie, carni e verdure e mescolata con olio di oliva viene spalmata sulla base di una sorta di piccola focaccia mediorientale, chiamata manqūsh (plurale manāqīsh). Viene anche aggiunta al labne (uno yogurt che è stato scolato fino a fargli raggiungere la consistenza di un formaggio cremoso dal sapore intenso).